# Bursa Büyükşehir Belediye Spor Kulübü 2023-2024 (pallavolo maschile)
Questa voce raccoglie le informazioni riguardanti il Bursa Büyükşehir Belediye Spor Kulübü nelle competizioni ufficiali della stagione 2023-2024.

## Stagione
Il Bursa Büyükşehir Belediye Spor Kulübü non utilizza alcuna denominazione sponsorizzata nella stagione 2023-24.
Si classifica all'ottavo posto nella regular season di Efeler Ligi, accedendo ai play-off per il quinto posto: sconfitto dall'Arkas in semifinale, per anche la finale per il settimo posto contro l'Alanya, chiudendo con un ottavo posto finale. In Coppa di Turchia, invece, non supera la fase a gironi.
In ambito europeo ottiene l'organizzazione della BVA Cup, dove perde in finale contro i serbi dello Spartak Subotica.

## Organigramma societario
Area direttiva
- Presidente: Gökhan Dinçer

Area tecnica
- Allenatore: Bora Şensoy
- Allenatore in seconda: Hakan Ünsün
- Assistente allenatore: Cengiz Özşaker
- Scoutman: Mustafa Ak

## Rosa
| N° | Nome               | Ruolo | Data di nascita   | Nazionalità sportiva |
| -- | ------------------ | ----- | ----------------- | -------------------- |
| 1  | Buğra Tiryaki      | L     | 12 aprile 2004    | Turchia              |
| 2  | Emre Fırat         | S     | 1º gennaio 1999   | Turchia              |
| 4  | Ǵorǵi Ǵorǵiev      | P     | 22 maggio 1992    | Macedonia del Nord   |
| 5  | Caner Ergül        | L     | 31 luglio 1994    | Turchia              |
| 6  | Fatih Cihan        | C     | 16 dicembre 1991  | Turchia              |
| 7  | Orçun Ergün        | P     | 24 maggio 1992    | Turchia              |
| 8  | Gökhan Gökgöz      | S     | 6 gennaio 1993    | Turchia              |
| 9  | Hakkı Çapkınoğlu   | C     | 20 luglio 1990    | Turchia              |
| 10 | Emre Batur         | C     | 21 aprile 1988    | Turchia              |
| 11 | Mustafa Cervatoğlu | P     | 4 febbraio 2000   | Turchia              |
| 12 | Daudi Okello       | O     | 20 settembre 1995 | Uganda               |
| 13 | Semih Çelik        | L     | 29 novembre 1988  | Turchia              |
| 14 | Ahmet Baltacı      | C     | 8 giugno 1999     | Turchia              |
| 18 | Dmitrii Bahov      | S     | 23 ottobre 1990   | Moldavia             |
| 58 | Onur Kaya          | O     | 1º marzo 2004     | Turchia              |
| 99 | Mehmet Hacıoğlu    | S     | 29 marzo 1995     | Turchia              |

## Statistiche

### Statistiche di squadra
| Competizione     | Punti | In casa | In casa | In casa | In trasferta | In trasferta | In trasferta | Totale | Totale | Totale |
| Competizione     | Punti | G       | V       | P       | G            | V            | P            | G      | V      | P      |
| ---------------- | ----- | ------- | ------- | ------- | ------------ | ------------ | ------------ | ------ | ------ | ------ |
| Efeler Ligi      | 43    | 15      | 7       | 8       | 15           | 6            | 9            | 30     | 13     | 17     |
| Coppa di Turchia | 3     | 0       | 0       | 0       | 0            | 0            | 0            | 2      | 1      | 1      |
| BVA Cup          | 6     | -       | -       | -       | -            | -            | -            | 3      | 2      | 1      |
| Totale           | -     | 15      | 7       | 8       | 15           | 6            | 9            | 35     | 16     | 19     |

G = partite giocate; V = partite vinte; P = partite perse

### Statistiche dei giocatori
| Giocatore     | Campionato | Campionato | Campionato | Campionato | Campionato | Coppa di Turchia | Coppa di Turchia | Coppa di Turchia | Coppa di Turchia | Coppa di Turchia | BVA Cup | BVA Cup | BVA Cup | BVA Cup | BVA Cup | Totale | Totale | Totale | Totale | Totale |
| Giocatore     | P          | PT         | AV         | MV         | BV         | P                | PT               | AV               | MV               | BV               | P       | PT      | AV      | MV      | BV      | P      | PT     | AV     | MV     | BV     |
| ------------- | ---------- | ---------- | ---------- | ---------- | ---------- | ---------------- | ---------------- | ---------------- | ---------------- | ---------------- | ------- | ------- | ------- | ------- | ------- | ------ | ------ | ------ | ------ | ------ |
| D. Bahov      | 28         | 308        | 258        | 24         | 26         | 2                | 18               | 15               | 0                | 3                | 2       | 12      | 8       | 1       | 3       | 32     | 338    | 281    | 25     | 32     |
| A. Baltacı    | 21         | 126        | 89         | 31         | 6          | 2                | 16               | 8                | 6                | 2                | 2       | 13      | 5       | 5       | 3       | 25     | 155    | 102    | 42     | 11     |
| E. Batur      | 27         | 169        | 97         | 64         | 8          | 2                | 10               | 6                | 4                | 0                | 1       | 3       | 2       | 1       | 0       | 30     | 182    | 105    | 69     | 8      |
| H. Çapkınoğlu | 23         | 133        | 79         | 47         | 7          | 2                | 2                | 2                | 0                | 0                | 2       | 9       | 7       | 2       | 0       | 27     | 144    | 88     | 49     | 7      |
| S. Çelik      | 6          | 0          | 0          | 0          | 0          | 2                | 0                | 0                | 0                | 0                | 2       | 0       | 0       | 0       | 0       | 10     | 0      | 0      | 0      | 0      |
| M. Cervatoğlu | 6          | 0          | 0          | 0          | 0          | -                | -                | -                | -                | -                | -       | -       | -       | -       | -       | 6      | 0      | 0      | 0      | 0      |
| F. Cihan      | 9          | 26         | 22         | 1          | 3          | 0                | 0                | 0                | 0                | 0                | 2       | 8       | 6       | 1       | 1       | 11     | 34     | 28     | 2      | 4      |
| C. Ergül      | 28         | 0          | 0          | 0          | 0          | 2                | 0                | 0                | 0                | 0                | 2       | 0       | 0       | 0       | 0       | 32     | 0      | 0      | 0      | 0      |
| O. Ergün      | 30         | 56         | 22         | 25         | 9          | 1                | 0                | 0                | 0                | 0                | 2       | 3       | 1       | 0       | 2       | 33     | 59     | 23     | 25     | 11     |
| E. Fırat      | 26         | 31         | 23         | 3          | 5          | 1                | 1                | 1                | 0                | 0                | 2       | 16      | 11      | 1       | 4       | 29     | 48     | 35     | 4      | 9      |
| G. Gökgöz     | 28         | 427        | 349        | 45         | 33         | 2                | 26               | 21               | 4                | 1                | 1       | 7       | 5       | 1       | 1       | 31     | 460    | 375    | 50     | 35     |
| Ǵ. Ǵorǵiev    | 11         | 6          | 3          | 2          | 1          | 2                | 2                | 0                | 2                | 0                | 1       | 3       | 1       | 1       | 1       | 14     | 11     | 4      | 5      | 2      |
| M. Hacıoğlu   | 26         | 84         | 68         | 12         | 4          | 1                | 5                | 5                | 0                | 0                | 2       | 15      | 13      | 2       | 0       | 29     | 104    | 86     | 14     | 4      |
| O. Kaya       | 11         | 71         | 56         | 8          | 7          | 0                | 0                | 0                | 0                | 0                | 2       | 13      | 11      | 1       | 1       | 13     | 84     | 67     | 9      | 8      |
| D. Okello     | 26         | 387        | 312        | 58         | 17         | 2                | 22               | 21               | 1                | 0                | 1       | 12      | 11      | 1       | 0       | 29     | 421    | 344    | 60     | 17     |
| B. Tiryaki    | 6          | 0          | 0          | 0          | 0          | -                | -                | -                | -                | -                | -       | -       | -       | -       | -       | 6      | 0      | 0      | 0      | 0      |

P = presenze; PT = punti totali; AV = attacchi vincenti; MV = muri vincenti; BV = battute vincenti